# نورا (ویسکانسین)
نورا (به انگلیسی: Nora) یک منطقهٔ مسکونی در ایالات متحده آمریکا است که در شهرستان دان، ویسکانسین واقع شده‌است. نورا ۲۹۱٫۰۹ متر بالاتر از سطح دریا واقع شده‌است.